# Xibe
El xibe és una llengua pertanyent a la família manxú-tungús parlada per més de 25.000 persones a la província de Xinjiang (Xina). N'hi ha molts dels xibes que també parlen xinès, rus i uigur.

## Ús
El 1998, hi havia vuit escola primària que ensenyaven xibe al Comtat autònom de Qapqal Xibe on el mitjà d'ensenyament era el xinès, però les lliçons de xibe eren obligatòries. De 1954 a 1959, l'Editorial Popular de Ürümqi va publicar més de 285 obres significatives, inclosos documents governamentals, belles-lettres i llibres escolars, a xibe. Des de 1946, la Notícies Qapqal en llengua xibe es publica a Yining. A Qapqal, la programació en llengua xibe té 15 minuts diaris d'emissió de ràdio i programes de televisió de 15 a 30 minuts que s'emeten una o dues vegades al mes.
El xibe s'ensenya com a segona llengua a la Universitat Normal d'Ili a la Prefectura autònoma d'Ili Kazakh al nord de Xinjiang; el 2005 va establir una grau en l'idioma. Uns quants entusiastes de l'idioma manxú de l'est de la Xina han visitat el comtat de Qapqal xibe per tal d'experimentar un entorn on es parla de manera nativa una varietat estretament relacionada amb el manxú.